# Juan Pardo (chanteur)
Pour les articles homonymes, voir Juan Pardo.
 (août 2008).
Le contenu est difficilement compréhensible vu les erreurs de traduction, qui sont peut-être dues à l'utilisation d'un logiciel de traduction automatique.
Juan Ignacio Pardo Suárez, est un chanteur espagnol, né le 11 novembre 1942 à Palma de Majorque.

## Biographie
Il est galicien d'adoption, avec des racines dans cette "Terre celte artistique" venant du côté maternel ; il a des affinités avec l'Andalousie (Cadix) par le biais de la famille paternelle. Don Carlos Pardo, son père, étant officier dans la Marine de Guerre espagnole, et affecté dans les iles Baléares, son lieu de naissance est purement circonstanciel. Il démontrera, à de nombreuses occasions, son véritable lien sentimental avec la Galice, où il est connu comme un « crooner » de textes en galicien.
Il a pris part à des formations musicales telles que le groupe Los Pekenikes. Il fut plus tard chanteur dans le groupe Los Brincos.
Après des débuts de star du pop sur la scène nationale, en particulier avec Los Brincos en langue espagnole, Juan Pardo a consacré un album à la littérature galicienne dans les années soixante : Rosalia de Castro, Eduardo Pondal entre autres.
Juan Pardo est aussi producteur et compositeur.
Plusieurs chanteurs de langue espagnole tels que Manolo Galván, Rocío Jurado (avec qui elle a enregistré la chanson ¿Por que me habrás besado?), et Yolanda del Río ont enregistré ses succès.
Parmi ses chansons on trouve : Abrazadito a la luna, Gallo de Pelea, Anduriña, etc.

## Discographie
- Grandes éxitos
- Galicia miña nai dos dous mares
- Qué tienes en la cama
- Uno, está solo
- Trigeneración
- Sinceramente Juan
- Pasión por la vida
- Oro compacto
- Mírame de frente
- Lua Chea
- La niña y el mar
- Juan mucho más Juan
- Gallo de pelea
- En vivo
- Año nuevo
- Alma galega
- A Charanga